# Chráněná krajinná oblast Jeseníky
Chráněná krajinná oblast Jeseníky (CHKO Jeseníky) je chráněná krajinná oblast v Česku. Vyhlášena byla 25. července 1969. Správa CHKO sídlí v Jeseníku. Rozloha CHKO činí 744 km², nadmořská výška se pohybuje v rozmezí 314 až 1492 metrů, nejvyšším bodem je vrchol Pradědu.
CHKO se nachází v severovýchodní části Česka převážně v pohoří Hrubý Jeseník. Leží na území Moravskoslezského a Olomouckého kraje, v částech okresů Jeseník, Šumperk a Bruntál. Do CHKO spadá celkem 61 katastrálních území, z toho 41 plně a 20 částí katastru.

## Předměty ochrany
Chráněná krajinná oblast Jeseníky byla zřízena Výnosem Ministerstva kultury ČSR č. j. 9886/69-II/2 ze dne 19. června 1969 podle § 8 odst. 2 zákona č. 40/1956 Sb., o státní ochraně přírody. Výnos MK ČSR nabyl účinnosti 25. července 1969.
Předměty ochrany nejsou ve vyhlášce přesně vyjmenovány. Důvodů k existenci CHKO Jeseníky je však několik:
- vysokohorské bezlesí – Pouze 3 pohoří v ČR dosahují výšek nad horní hranici lesa (Krkonoše, Hrubý Jeseník, Králický Sněžník).
- vysoká lesnatost a smrkové pralesy – Lesnatost dosahuje 80 %, kromě smrkových pralesů stojí za pozornost i zachovalé fragmenty bučin.
- parková hranice lesa – Na rozdíl od Krkonoš nebo Tater není v Jeseníkách původní borovice kleč, proto se vyvinula unikátní hranice lesa připomínající parkovou úpravu.
- rašeliniště a prameny – Voda hraje velmi významnou úlohu v krajině, mnohá rašeliniště jsou chráněná v rámci přírodních rezervací, prameny zapříčinily vznik několika lázeňských středisek jak přímo v území CHKO, tak v bezprostředním okolí (Karlova Studánka, Jeseník, Lipová-lázně, Velké Losiny).
- vzácné druhy rostlin a živočichů – Jedná se především o jesenické endemity, ale nejen o ně.
- lidová architektura – Posláním CHKO je také ochrana kulturního dědictví.
- štoly a podzemí – Na území CHKO je mnoho podzemních prostor po historické těžbě rud, která jsou nejen technickou památkou, ale také poskytují prostor jako zimoviště četným letounům.
- krajinný ráz, louky a meze – Např. květnaté druhově bohaté louky.
- geomorfologie – V CHKO se nacházejí různé geomorfologické útvary, např. ledovcový kar Velké kotliny, mrazový srub Petrových kamenů, četná kamenná moře nebo zachovalá geomorfologie říčních toků.
- mineralogické lokality – Na území CHKO jsou naleziště epidotu, křišťálu, zlata, almandinu, krupníku a dalších.

## Mezinárodní význam

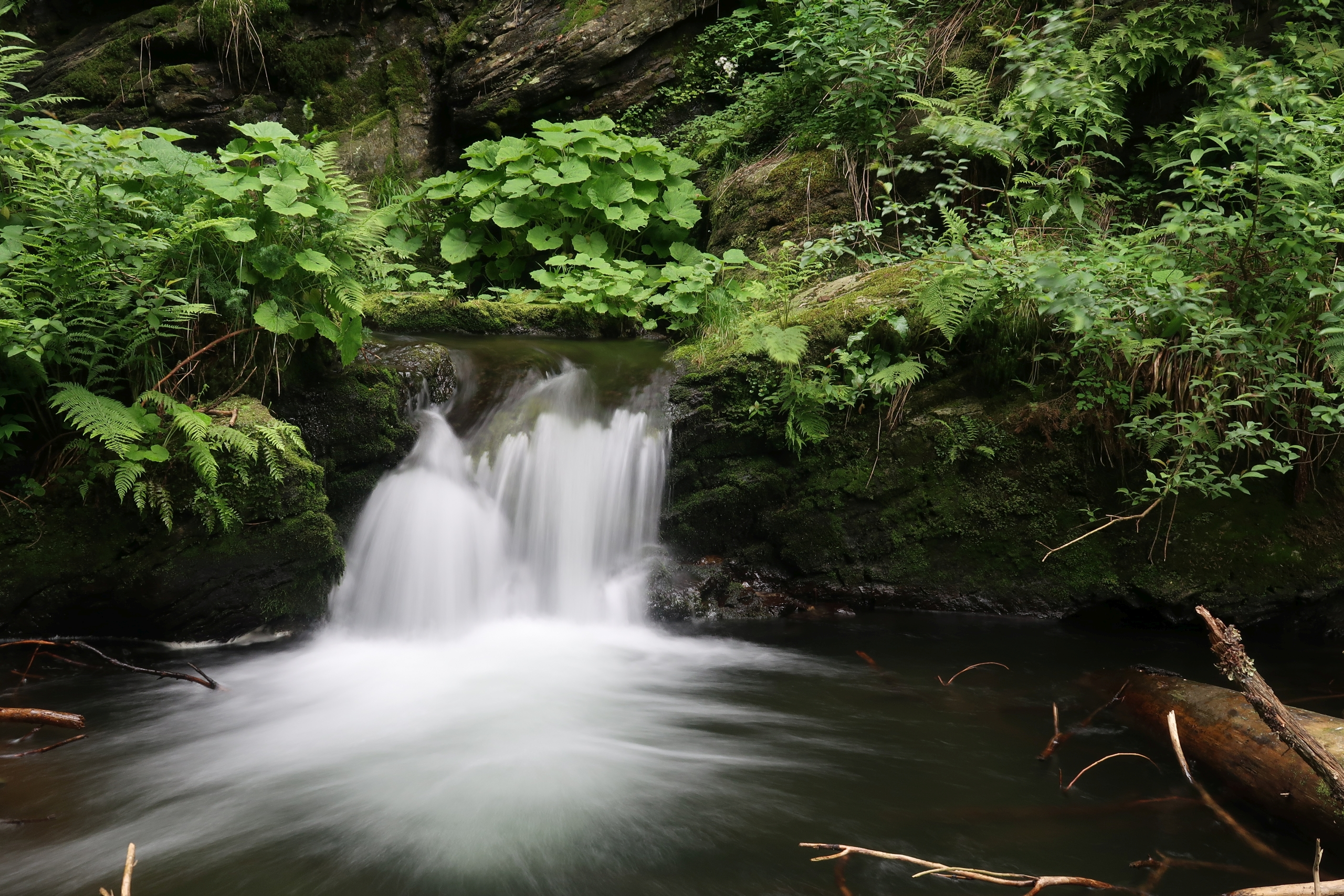
Bílá Opava

Na území CHKO Jeseníky byla z důvodu ochrany evropsky významných společenstev a druhů v rámci soustavy Natura 2000 část území vyhlášena jako Ptačí oblast Jeseníky a do seznamu evropsky významných lokalit zařazeno celkem čtrnáct lokalit. Centrální část CHKO Jeseníky v Pradědské hornatině je zařazena do celoevropské sítě EECONET (European Ecological Network – zóny zvýšené péče o krajinu navržené pro Evropskou ekologickou síť). Celá CHKO Jeseníky tvoří IBA (Important Bird Area). EVL Praděd, NPR Rejvíz a PR Šumárník jsou zařazeny mezi IPA's (Important Plant Areas, vymezená pro Planta Europea).
V rámci mezinárodně významných částí přírody dle kategorizace EU (Corine Biotopes) byla celá CHKO Jeseníky zařazena mezi 8 takto klasifikovaných komplexních území v rámci ČR, deset dílčích území pak tvoří lokality vymezené pro ochranu jednoho typu přírodního prostředí či populace jedné skupiny organismů s obdobnými ekologickými nároky.
NPR Rejvíz byla zařazena do soustavy EMERALD, zahrnující evropsky významná území vymezená v rámci Bernské úmluvy.
Horské lesy a primární vysokohorské a rašelinné bezlesí Hrubého Jeseníku byly v roce 2003 zařazeny mezi významná motýlí území.

## Flora

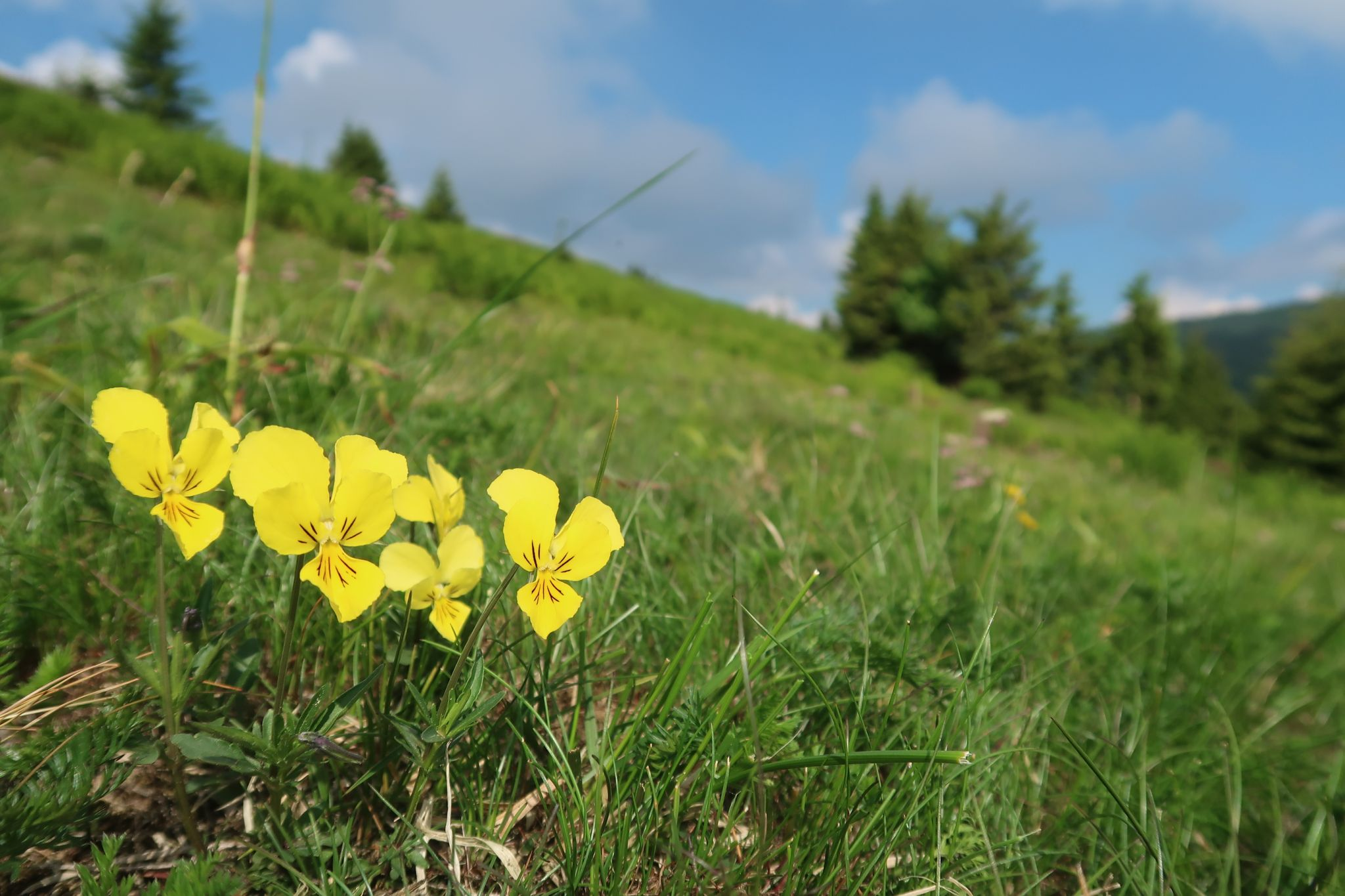
Violka sudetská

Jesenická flóra čítá asi 1200 druhů a poddruhů vyšších rostlin, to je více než třetina všech druhů, které v Česku rostou. Flóra Hrubého Jeseníku je charakterizována především jesenickými vysokohorskými endemity, kterými jsou lipnice jesenická (Poa riphaea), zvonek jesenický (Campanula gelida), hvozdík kartouzek sudetský (Dianthus carthusianorum subsp. sudeticus), jitrocel černavý sudetský (Plantago atrata subsp. sudetica), pupava Biebersteinova sudetská (Carlina biebersteinii subsp. sudetica) a glaciálními relikty, jako jsou vrba bylinná (Salix herbacea), vrba laponská (S. lapponum), řeřišnice rýtolistá (Cardamine resedifolia), lepnice alpská (Bartsia alpina), psineček alpský (Agrostis alpina), lipnice alpská (Poa alpina) a další. Alpínské trávníky charakterizují jestřábník alpský (Hieracium alpinum), prasetník jednoúborný (Hypochaeris uniflora), ostřice Bigelowova (Carex bigelowii) či sasanka narcisokvětá (Anemonastrum narcissiflorum). Typické jsou pro Jeseníky i druhy se subalpínským a supramontánním těžištěm výskytu, např. havez česnáčková (Adenostyles alliarae), oměj šalamounek (Aconitum plicatum), stračka vyvýšená (Delphinium elatum), ostřice tmavá (Carex atrata) aj.
Od počátku botanických průzkumů Jeseníků v první polovině 19. století do současnosti byl na území CHKO zaznamenán výskyt celkem 135 zvláště chráněných druhů cévnatých rostlin (uvedených ve vyhlášce MŽP č. 395/1992 Sb.). V současné době jsou známy lokality 113 zvláště chráněných druhů (zbývajících 22 zvláště chráněných druhů je v současnosti považovaných pro Jeseníky za nezvěstné nebo vyhynulé). Z uvedeného počtu 113 recentně se vyskytujících zvláště chráněných druhů je v kategorii kriticky ohrožených zařazeno 40 druhů, v kategorii silně ohrožených je zařazeno 38 druhů v kategorii ohrožených je 35 druhů.
V CHKO Jeseníky se vyskytuje řada druhů, které se v ČR v současné době vyskytují pouze v Jeseníkách (např. Agrostis alpina, Crepis sibirica, Cystopteris sudetica, Gentiana punctata, Helianthemum grandiflorum subsp. grandiflorum, Hieracium moravicum, Hieracium villosum, Poa alpina, Salix hastata subsp. vegeta, Thymus pulcherrimus subsp. sudeticus) a rovněž řada druhů, které se vedle Jeseníků v ČR vyskytují jen na několika málo dalších lokalitách, především v Krkonoších (např. Arabis sudetica, Bartsia alpina, Bupleurum longifolium subsp. vapincense, Campanula rotundifolia subsp. sudetica, Cardamine resedifolia, Carex aterrima, Carex atrata, Carex rupestris, Carex vaginata, Dianthus superbus subsp. alpestris, Hieracium alpinum, Hedysarum hedysaroides, Rhodiola rosea, Salix herbacea, Salix lapponum subsp. lapponum, Scabiosa lucida subsp. lucida) nebo na Králickém Sněžníku (např. Campanula barbata, Cerastium fontanum, Helictochloa planiculmis, Hieracium chrysostyloides), případně jen v Jeseníkách a v obou výše uvedených pohořích (např. Anemonastrum narcissiflorum, Cardamine amara subsp. opicii, Carex bigelowii subsp. dacica, Hieracium inuloides, Rhinanthus riphaeus, Selaginella selaginoides).

## Fauna
Jedinečnost fauny Jeseníků dokazuje vedle přítomnosti glaciálních reliktů také několik endemických druhů, vyskytujících se pouze v Jeseníkách. 

### Bezobratlí

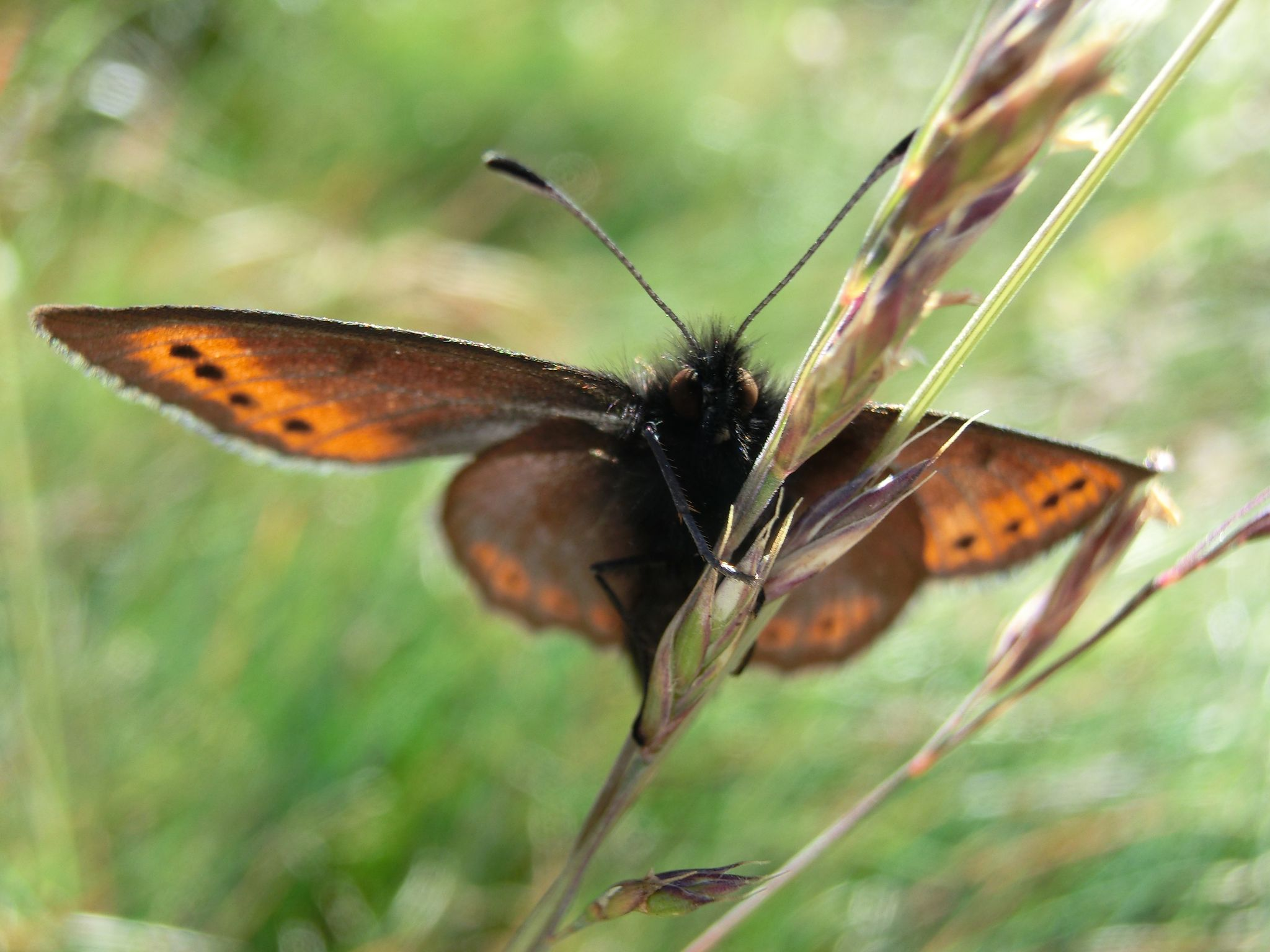
Okáč horský

Ze vzácných druhů motýlů je to především jasoň dymnivkový (Parnassius mnemosyne), který má na území CHKO 3 lokality. Jeseničtí endemiti okáč menší (Erebia sudetica sudetica) a okáč horský (Erebia epiphron silesiana), přičemž okáč horský byl druhotně vysazen i do Krkonoš. Významným druhem je obaleč Sparganothis rubicundana. Kromě vrcholových částí Jeseníků a Králického Sněžníku se nejblíže vyskytuje až v severní polovině Skandinávie. Největším ohrožením pro druhy alpínského bezlesí představují porosty borovice kleče. Zarůstáním vhodných stanovišť klečí zcela vymizel okáč menší ze Sněžné kotliny i z okolí Jelení studánky.
NPR Rejvíz je domovem šídla rašelinného (Aeshna subarctica). Tento tyrfobiontní glaciální relikt zde má jedinou lokalitu nejen v CHKO, ale i na Moravě. Další vzácné druhy vážek jsou lesknice horská (Somatochlora alpestris) nebo vážka čárkovaná (Leucorrhinia dubia).
Jediný brouk Jeseníků zákonem chráněný jako kriticky ohrožený je roháček jedlový (Ceruchus chrysomelinus). Poměrně hojný je na území CHKO střevlík hrbolatý (Carabus variolosus). Tento zákonem chráněný druh v kategorii silně ohrožený obývá především okolí vodních toků a je chráněn i legislativou EU. Významný je také tesařík čtyřpásý (Cornumutila quadrivittata), který obývá smrky při horní hranici lesa a jeho další nejbližší lokalitou jsou až Tatry. Na vrcholové bezlesí je zase vázán hnojník Aphodius bilimeckii, který v Jeseníkách pravděpodobně vytváří i svůj endemický poddruh.
Unikátní lokalitou, nejen z hlediska bezobratlých, je Velká kotlina v NPR Praděd. Zde bylo popsáno pro vědu několik nových druhů a dokonce i jeden nový rod chvostoskoků, který dostal odborný název Jesenikia. Spousta druhů bezobratlých má ve Velké kotlině svoji jedinou lokalitu v rámci ČR. Z nich jmenujme alespoň střevlíčka Paradromius strigiceps nebo nosatce Ranunculiphilus pseudinclemens.
Významnou lokalitou z hlediska ochrany bezobratlých druhů živočichů je PR Pod Jelení studánkou. Jedná se o jeden z největších komplexů mravenišť v ČR a možná i ve střední Evropě. Podle posledního sčítání se v rezervaci nachází 1265 hnízd mravenců podhorních (Formica lugubris), a to v hustotě až 21 hnízd na hektar.
V roce 2011 byla vyhlášena přechodně chráněná plocha Prameny Javorné, a to především z důvodu ochrany bohatého společenstva měkkýšů. Na 3 ha bylo napočítáno 50 druhů měkkýšů, mezi nimi moravský endemit vřetenatka moravská (Vestia ranojevici moravica).
Vzácným obyvatelem extenzivních pastvin je saranče vrzavá (Psophus stridulus), která má na území CHKO dvě lokality. Ve vrcholových partiích NPR Praděd žije saranče horská.
Za zmínku stojí i ploštice Pithanus hrabei popsaná v Jeseníkách roku 1947 a znovunalezená v roce 2010 po 63 letech „nezvěstnosti“.
V okrajových částech CHKO je zaznamenaný i ojedinělý výskyt raka říčního (Astacus astacus).

### Obratlovci
V řekách se vyskutuje mihule potoční, z ryb je to např. pstruh potoční, vranka pruhoploutvá nebo lipan podhorní.
Zástupci obojživelníků jsou především čolek karpatský, čolek horský, čolek velký, ropucha obecná, skokan hnědý a mlok skvrnitý.
Doposud zde bylo zaznamenáno téměř 200 druhů ptáků. Více než polovina z tohoto počtu na území CHKO také pravidelně hnízdí. Díky cennosti pro ptačí faunu bylo území Jeseníků vyhlášeno jako významné ptačí území a následně pak jako Ptačí oblast Jeseníky soustavy Natura 2000. Jako předmět ochrany ptačí oblasti byl stanoven jeřábek lesní a chřástal polní.
Jedním z nejvzácnějších druhů ptáků v Jeseníkách je sokol stěhovavý.
Tetřev hlušec a tetřívek obecný jsou dnes v Jeseníkách prakticky vyhubeni. Pravděpodobně méně náročný na biotop je jeřábek lesní, jehož nemalá populace je v Jeseníkách plně životaschopná. Na lesní prostředí v celé oblasti jsou vázány druhy jako krkavec velký, čáp černý a dutinové druhy datel černý, žluna šedá, holub doupňák či noční druhy jako sýc rousný a vzácnější kulíšek nejmenší.
Také v arktoalpínském bezlesí se setkáme se zástupci ptačí říše např. se silně ohroženou linduškou horskou, dále zde žije linduška luční, bělořit šedý, bramborníček hnědý, čečetka tmavá a částečně i kos horský.
Podhorské louky jsou na mnoha místech CHKO útočištěm chřástala polního. Jedna z nejsilnějších populací tohoto druhu se aktuálně nachází v oblasti Rejvízu. Mírně vzestupnou tendenci mají pozorování kriticky ohroženého strnada lučního či ťuhýka obecného.
K největším ornitologickým zajímavostem posledních let patří pravidelné hnízdění jeřába popelavého a historicky první prokázané hnízdění datlíka tříprstého.
V roce 2010 proběhlo na celém území CHKO Jeseníky mapování hnízdního rozšíření ptáků. Bylo zaznamenáno 108 druhů ptáků v kategoriích prokázané a pravděpodobné hnízdění. Z tohoto počtu bylo 34 druhů zvláště chráněných a 15 druhů chráněno legislativou EU (příloha I směrnice o ptácích).
Ze savců zaslouží pozornost letouni, kteří jsou pravidelně sledováni na zimovištích. V podzemí lze zastihnout pravidelně kolem 11 druhů letounů. Z nejvýznamnějších druhů jsou to např. netopýr černý, netopýr velký, netopýr brvitý, nebo vrápenec malý. Z letních kolonií je známá jediná (EVL Kolštejn Branná) s výskytem vrápence malého. Z drobných horských savců, vzácných druhů, stojí rozhodně za zmínku pravidelný výskyt myšivky horské, rejska horského a plcha lesního. Opomenout nelze ani velké šelmy, z nichž se populace rysa ostrovida v CHKO Jeseníky obnovila přirozeně ve druhé polovině minulého století. Nezákonný lov (pytláctví) jeho populace decimuje tak, že se udržuje již řadu let jen při hranici přežití. Lépe je na tom vydra říční, jejíž pobytové známky lze zjistit na všech významných tocích, odvádějících vody z CHKO Jeseníky. Z velkých druhů savců je nejpočetněji zastoupena zvěř jelení, které vyhovují rozsáhlé jesenické lesy. Její vyšší stavy již dlouhodobě negativně ovlivňují druhovou skladbu i zdravotní stav lesních porostů. K velkému nárůstu populace došlo u prasete divokého. Jeseníky jsou hlavní oblastí výskytu kamzíka horského na území ČR.

### Kamzík horský v Jeseníkách
V Jeseníkách byli také uměle vysazeni kamzíci, kteří se zde dobře aklimatizovali. Poprvé byli do Jeseníků dovezeni v roce 1913 z Alp, v roce 1941 bylo v oblasti Pradědu napočítáno 65 kusů, v 70. a 80. letech 20. století jejich jesenická populace dosahovala už 600 až 900 jedinců (1981). V roce 2003[kdy?] je to podle vedení Správy CHKO 150 jedinců, podle Sotirise Joanidise, autora knih o myslivosti, pouze 40 až 80 kamzíků. Hlavním problémem, spojeným s vysazením kamzíků, je ohrožení několika druhů vzácných rostlin (ve dvou případech dokonce místních endemitů); kamzíci se pasou mimo jiné na skalnatých místech Velké kotliny, kam se jiní velcí býložraví savci nedostanou a přímo si jako potravu vybírají některé ohrožené druhy (jitrocel tmavý sudetský a hvozdík kartouzek sudetský – endemické poddruhy, dále pak škarda sibiřská, kopyšník tmavý, jestřábník alpský, jestřábník huňatý, jestřábník slezský, vrbovka drchničkolistá, hvězdnice alpská, kapradina hrálovitá, cídivka zimní, lipnice alpská aj.).
Proto si Správa CHKO Jeseníky v plánu péče do roku 2013 stanovila za dlouhodobý cíl úplné vyloučení kamzičí zvěře z oblasti. V roce 2009 byla zorganizována petice „Za záchranu a zachování populace Kamzíka horského v pohoří Hrubého Jeseníku pro příští generace“, která byla 23. listopadu 2010 předána s 25 132 podpisy v Parlamentu ČR, kde ji převzali místopředseda PS PČR Lubomír Zaorálek, senátoři Eva Richtrová a Jaromír Jermář a náměstek ministra životního prostředí Tomáš Tesař. V následném plánu péče (do roku 2023) nebyl kamzík přijímán škodlivě, pokud jeho stavy nepřesáhnou 180 kusů. Podle sofistikovaných odhadů jich však může v Jeseníkách být až 300.

## Maloplošná zvláště chráněná území v CHKO

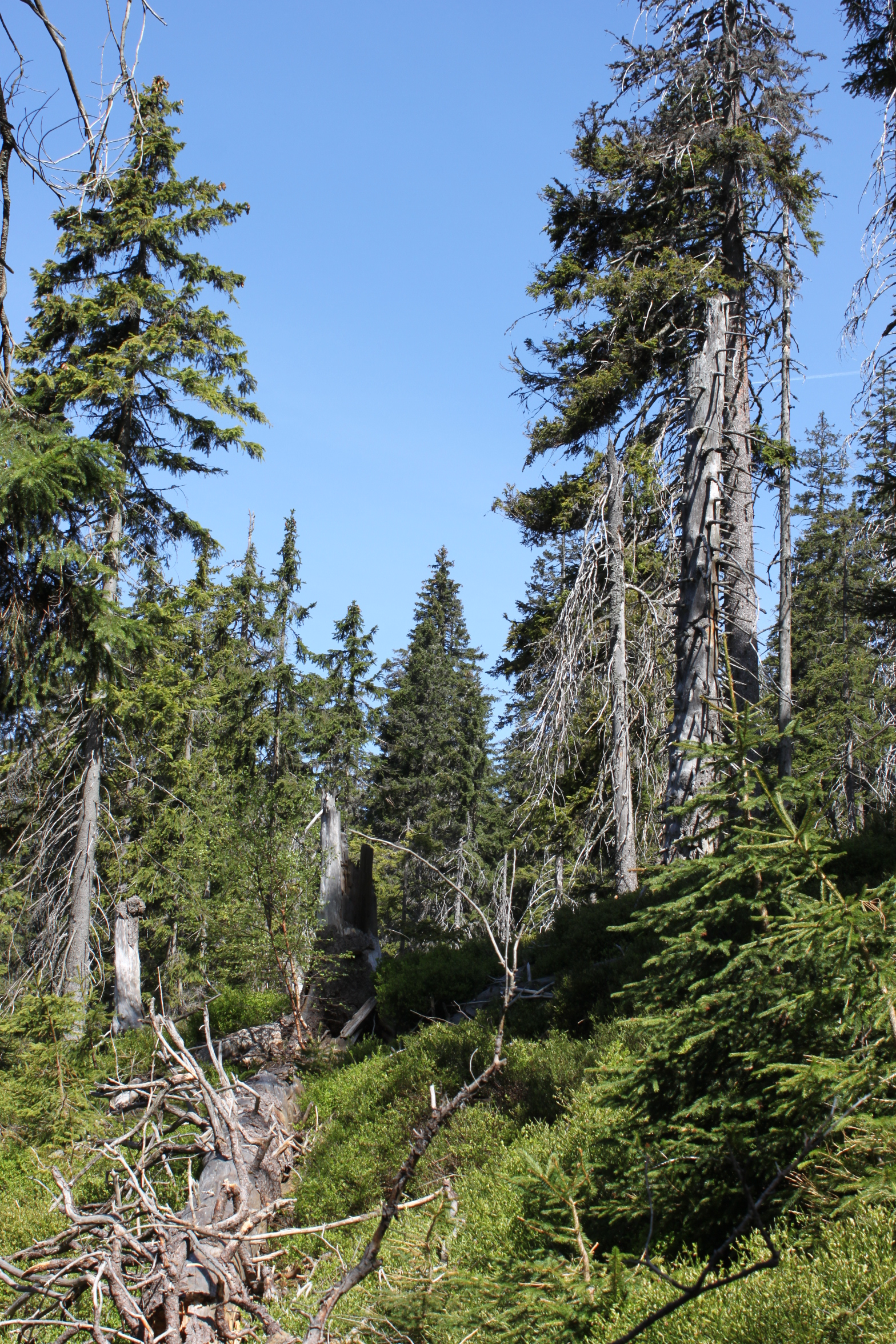
PR Břidličná

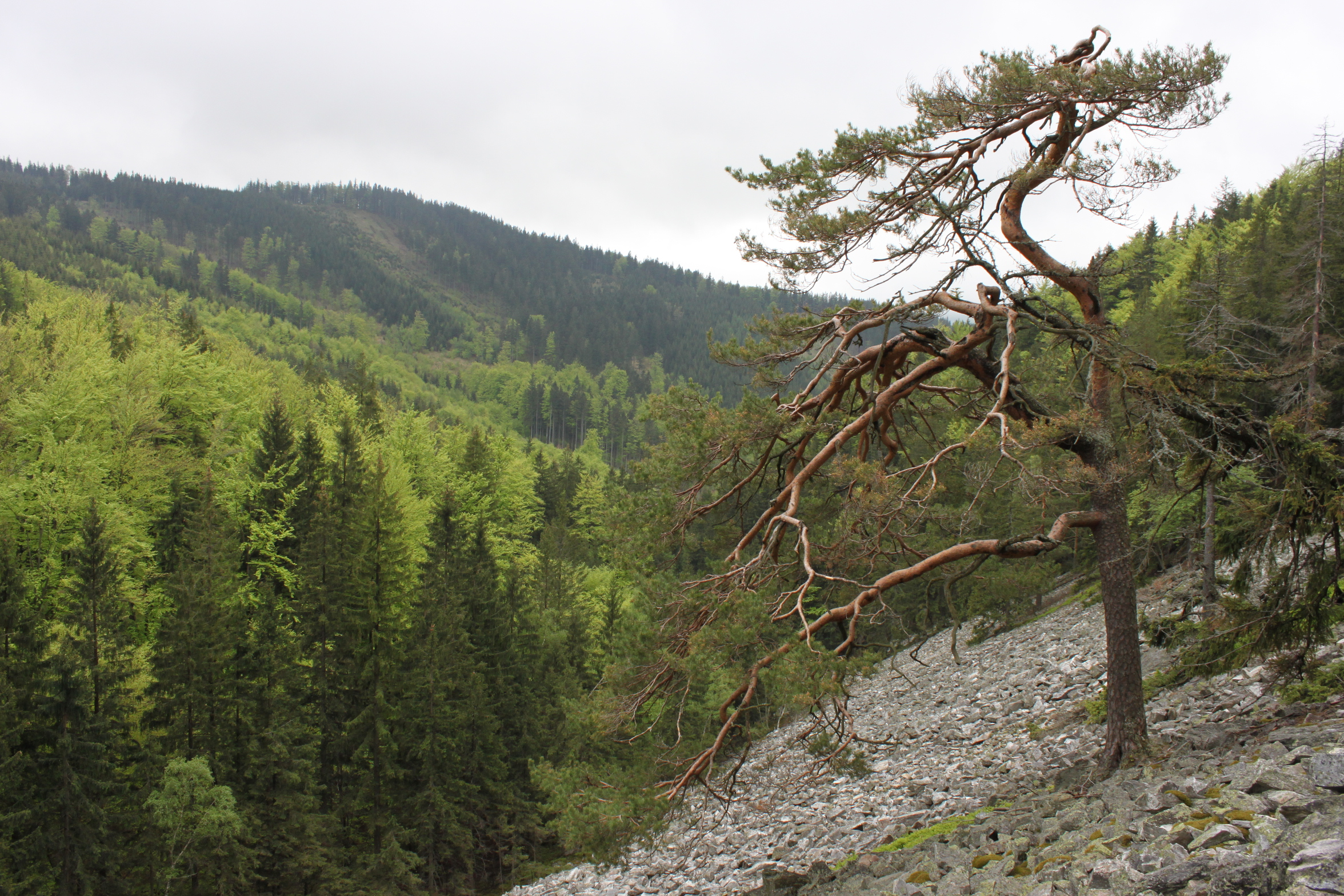
PR Borek u Domašova

Na území CHKO Jeseníky je vyhlášeno (k 1. 1. 2024) celkem 32 maloplošných zvláště chráněných území
o celkové rozloze cca 5 007 ha, tj. 6,7 % plochy CHKO.
- národní přírodní rezervace
  - Praděd
  - Rašeliniště Skřítek
  - Rejvíz
  - Šerák-Keprník
- národní přírodní památky
  - Javorový vrch
- přírodní rezervace
  - Borek u Domašova
  - Břidličná
  - Bučina pod Františkovou myslivnou
  - Filipovické louky
  - Františkov
  - Franz-Franz
  - Jelení bučina
  - Niva Branné
  - Pod Jelení studánkou
  - Pod Slunečnou strání
  - Pstruží potok
  - Rabštejn
  - Růžová
  - Skalní potok
  - Sněžná kotlina
  - Suchý vrch
  - Šumárník
  - U Slatinného potoka
  - Vysoký vodopád
- přírodní památky
  - Chebzí
  - Louka Na Miroslavi
  - Morgenland
  - Pasák
  - Slunná stráň
  - Smrčina
  - Pfarrerb
  - Zadní Hutisko

## Nejvyšší hory
Prvních 10 nejvyšších hlavních vrcholů:
- Praděd (1492)
- Vysoká hole (1465)
- Keprník (1423)
- Velký Máj (1386)
- Vozka (1377)
- Malý Děd (1368)
- Jelení hřbet (1367)
- Břidličná hora (1358)
- Dlouhé stráně (1353)
- Šerák (1351)

## Národní park
Ministerstvo životního prostředí schválilo[kdy?] ve svém koncepčním materiálu vyhlášení NP Jeseníky (jde o vrcholové partie pohoří rozdělené na dvě části oblastí Červenohorského sedla) a dále rozšíření CHKO Jeseníky o území Rychlebských hor (SZ Jeseníku). S vyhlášením se však nepočítá v nejbližších letech, jde o předběžné návrhy, které se budou ještě značně upravovat.

## Cestovní ruch
Udržitelný cestovní ruch je důležitým prvkem rozvoje regionu Jeseníků. Partnerem je pro Správu CHKO Jeseníky regionální destinační management Jeseníky – Sdružení cestovního ruchu, Euroregion Praděd, Euroregion Glacensis, Olomoucký, Pardubický a Moravskoslezský kraj, Lesy ČR a další organizace v oblasti environmentální osvěty, kulturní a také sportovní oblasti z Jeseníků. Správa CHKO Jeseníky s uvedenými organizacemi spolupracuje a vzájemně se jejich činnost doplňuje.

## Geopark
Místní akční skupina Opavsko plánuje v Jeseníkách geopark. Území plánovaného geoparku se táhne od jihu od Budišova nad Budišovkou přes masiv Nízkého a Hrubého Jeseníku až po Rychlebské hory na severu. Na západě vybíhá Staroměstsko a Králický Sněžník, na východě Krnovsko a Osoblažsko. Pro účely fungování geoparku ve spolupráci se Správou CHKO Jeseníky bylo založeno Sdružení pro geopark Jeseníky o.s. Zakládajícími členy jsou MAS – Orlicko, MAS Hrubý Jeseník, MAS Nízký Jeseník, MAS Šumperský venkov, MAS Opavsko, ACTAEA – společnost pro přírodu a krajinu a Jeseníky – Sdružení cestovního ruchu.